# 博羅維克河
博羅維克河（烏克蘭語：Боровик），是烏克蘭的河流，位於該國東部，屬於博羅瓦河的支流，發源自巴雷基内，流經盧甘斯克州，河口處在布爾哈基夫卡附近，河道全長40公里，流域面積232平方公里。